# Phanaeus kirbyi
Phanaeus kirbyi là một loài bọ cánh cứng trong họ Bọ hung (Scarabaeidae).